# 王国俊
王国俊（1935年11月5日—2013年12月16日），男，祖籍陕西渭南，生于北京，中华人民共和国数学家，曾任陕西师范大学校长。

## 生平
1935年11月5日王国俊出生于北平。1958年毕业于西安师范学院（陕西师范大学前身）数学系。1958年至1978年先后在汉中一中、长安县引镇中学任教。1978年4月进入陕西师范大学数学系任教。1979年提出拓扑学中远域方法。1983年提出模糊拓扑的良紧性理论。1986年7月28日，经国务院学位委员会批准，担任博士研究生指导老师，挂靠在四川大学招收拓扑学方向博士研究生。1986年5月至1994年10月任陕西师范大学校长。
2013年12月16日，王国俊在西安病逝。